# Push Pin Studios
I Push Pin Studios sono stati un consorzio di grafici e illustratori. Fondati a New York, nel 1954, da Milton Glaser, Seymour Chwast, Reynold Ruffins e Edward Sorel, durante i loro circa vent'anni di attività arrivarono a comprendere una ventina d'associati, tra i quali spiccano le figure di John Alcorn, Paul Davis e Barry Zaid.
Sebbene composti da un gruppo piuttosto eterogeneo di professionisti, ciascuno con un proprio stile, i Push Pin Studios furono caratterizzati da una produzione artistica che da un lato si collocò a metà strada tra sperimentazione e recupero della storia della grafica, facendo prevalere sempre l'"idea" sul formalismo.
Dall'altro tentò di andare oltre la pura illustrazione, spingendosi verso una grafica figurativa che faceva spesso leva sull'ironia e che per certi aspetti poteva essere considerata espressionista. Tale approccio figurativo si contrapponeva, ad esempio, ad una delle più importanti correnti dell'epoca in ambito grafico, la "Scuola svizzero-germanica", che invece privilegiava l'impiego di elementi tipografici. 
La produzione dei Push Pin Studios spaziò dalla grafica editoriale alla grafica pubblicitaria, dai manifesti culturali fino alla ricerca personale portata avanti dai suoi associati. 
Tra i lavori più celebri usciti dai Push Pin Studios è possibile citare il manifesto per Bob Dylan del 1966, opera di Milton Glaser; il manifesto pubblicitario per la Olivetti Valentine del 1966, opera sempre di Milton Glaser; Il manifesto contro la guerra del Vietnam («End Bad Breath») del 1967, opera di Seymour Chwast; la rivista "The Push Pin Monthly Graphic", curata in particolare da Seymour Chwast, anche dopo lo scioglimento degli studios avvenuto nel 1974. 